# Puerto de San Felipe
Puerto de San Felipe är en ort i Mexiko.   Den ligger i kommunen Zitácuaro och delstaten Michoacán de Ocampo, i den södra delen av landet, 130 km väster om huvudstaden Mexico City. Puerto de San Felipe ligger 1 907 meter över havet och antalet invånare är 144.
Terrängen runt Puerto de San Felipe är huvudsakligen kuperad, men åt nordost är den bergig. Runt Puerto de San Felipe är det tätbefolkat, med 319 invånare per kvadratkilometer. Närmaste större samhälle är Heróica Zitácuaro, 5,3 km söder om Puerto de San Felipe. Omgivningarna runt Puerto de San Felipe är en mosaik av jordbruksmark och naturlig växtlighet.